# Delfina Potocka
Delfina Potocka, née Komar (mars 1807 - 2 avril 1877), est une aristocrate polonaise, muse de notamment Frédéric Chopin et Zygmunt Krasiński.

## Biographie
Delfina, fille de Stanisław Komar et d'Honorata née Orłowska, naît à Kuryłowce Murowane, en Podolie, province polonaise annexée par la Russie en 1793 lors du deuxième partage de la Pologne. Sa sœur Ludmilla (1819-1881) épouse en 1840 le prince Charles de Beauvau-Craon.
Delfina se fait remarquer pour sa beauté, son intelligence ainsi que ses dons artistiques. Plusieurs peintres ont fait son portrait, notamment Ary Scheffer et Paul Delaroche ; Delacroix a noté l'admiration qu'il avait pour elle dans son Journal,.

### Un mariage malheureux

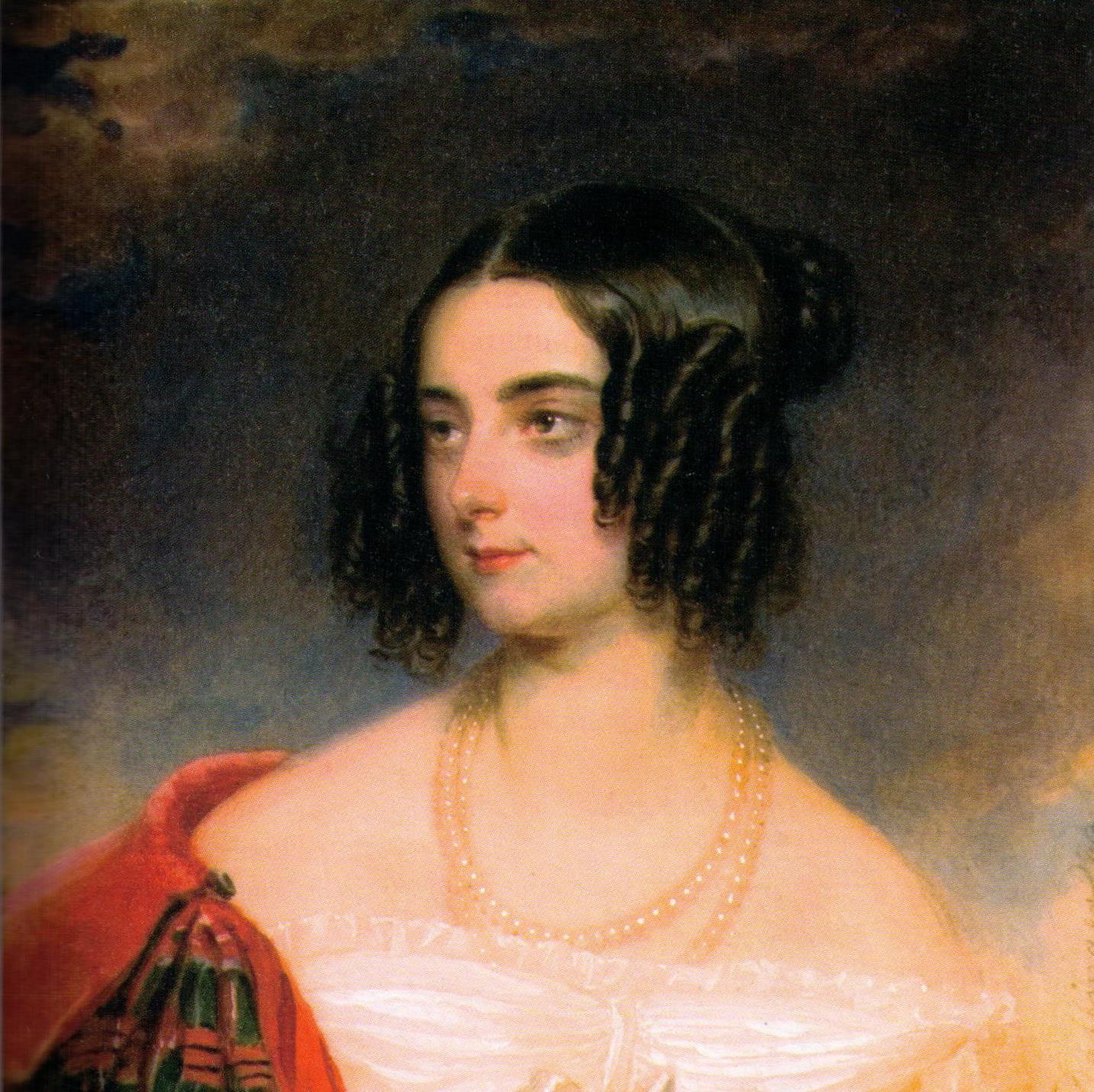
Delfina Potocka, vers 1830.

En 1825 elle épouse le comte Mieczysław Potocki. Leurs deux filles meurent en bas âge. Malheureuse en mariage, elle se sépare de son mari. Elle obtiendra même l’annulation en 1843, tout en conservant son nom d'épouse et une pension de son ex-mari.

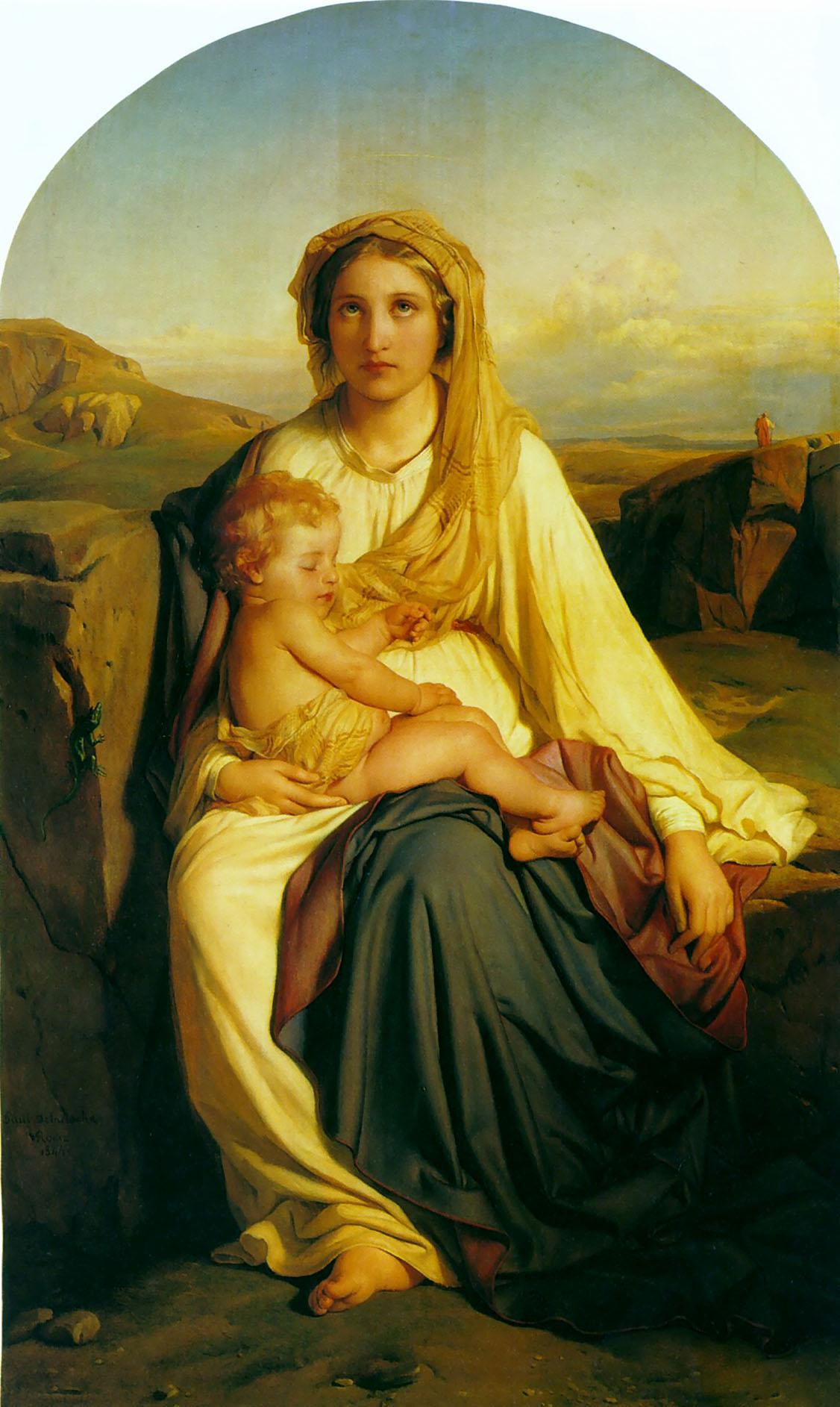
Delphine Potocka en Madone par Paul Delaroche, 1844.

### Frédéric Chopin
Après sa séparation, elle part avec ses parents en voyage en Europe. En novembre 1830, elle se trouve à Dresde au moment où Frédéric Chopin, en route vers Vienne, y passe quelques jours. Il est invité dans la demeure des Komar. C'est leur première rencontre. Elle le retrouve à nouveau en 1831 à Paris et elle l'introduit aux soirées musicales de l'ambassade d'Autriche dont elle est une habituée, ainsi que dans différentes familles parisiennes qui demandent à Chopin de donner des leçons de piano à leurs enfants. 

### Zygmunt Krasinski
Delfina rencontre le poète Zygmunt Krasiński à Naples le 24 décembre 1838 dont elle sera le plus grand amour. Elle devient sa confidente, à qui il révèle ses pensées les plus intimes, et pour qui il écrit Sen Cezary (le Rêve de Césara, publié en 1840) et le poème messianique Przedświt (Naissance de l'aube, publié en 1843).  Bien qu'en juillet 1843, il épouse la comtesse Eliza Branicka (pl)), leur romance dure jusqu'en 1846, et Delfina reste son amie et sa muse. Krasiński lui conseille en 1843 d'acquérir à Nice une villa au bas de Cimiez à Carabacel (l'actuel Institut Stanislas) à quelques mètres de la sienne (l'actuel musée Chagall). Ils peuvent ainsi continuer à se voir l'hiver à Nice. En 1849, Delfina Potocka invite Chopin à venir à Nice. Mais celui-ci est trop malade et ne peut quitter Paris. C'est donc elle qui vient à Paris et le veille jusqu'à sa mort.

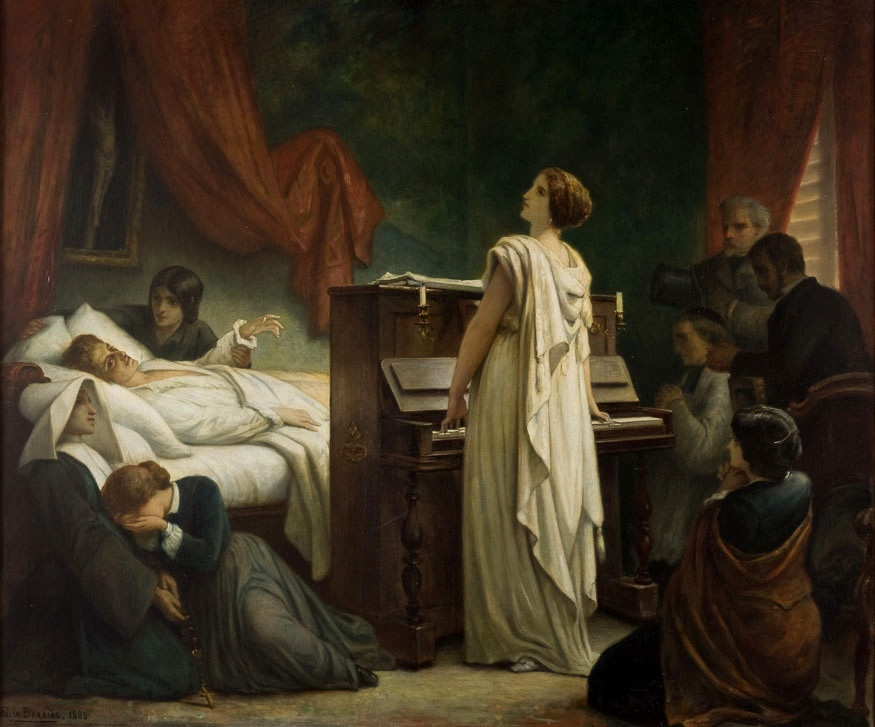
Delfina Potocka chantant auprès de Chopin mourant, 1885.

L'amitié de la comtesse Potocka avec Chopin et Krasiński est immortalisée dans leur correspondance, Listy do Delfiny Potockiej (Lettres à Delphine Potocka, 3 vol., publiée en 1930–38, réimprimée depuis) et dans de nombreuses œuvres que les deux artistes créèrent en son honneur, comme des poèmes de Krasiński et la valse en ré bémol majeur, opus 64, no 1, la fameuse Valse minute.
Delphine meurt à Paris le 2 avril 1877. Elle est enterrée au cimetière des Champeaux de Montmorency. Des vers de Krasiński sont gravés sur sa tombe.